# Marie-Thérèse Kolbach
Johanna Maria Therese (Marie-Thérèse) Juchem-Kolbach (Esch-sur-Alzette, 23 april 1918 – Ettelbruck, 7 februari 2009) was een Luxemburgs kunstschilder en tekenaar.

## Leven en werk
Marie-Thérèse Kolbach was een dochter van dr. Gustav Kolbach, arts en botanicus, en Justine Prim. Ze werd opgeleid aan de Academie voor Schone Kunsten van Luik (1938-1939), de kunstopleiding in Trier (1944) en aan de Koninklijke Academie voor Schone Kunsten van Brussel (1946-1947).  Ze trouwde in 1949 met Victor Juchem (1925-2006), filiaalhouder van een spaarbank. Een aantal jaren later keerde ze terug naar de Brusselse Academie (1954-1956). Bij haar examen ontving ze de eerste prijs voor schilderen naar levend model en de gouden medaille van de stad Brussel.
Kolbach maakte tekeningen en schilderde olieverfschilderijen, fresco's en muurschilderingen. Ze exposeerde onder meer vanaf 1951 bij de salons van de Cercle Artistique de Luxembourg, in de Galerie d'Art Municipale in Esch-sur-Alzette, solo in 1959  en 1960 en met Roger Bertemes, Jean-Pierre Junius en Lou Kreintz in 1962, en bij Galerie Bradtké (1959) in Luxemburg-Stad. Ze ontving de Prix Potter (1956) en samen met Roger Koemptgen de Prix Grand-Duc Adolphe (1964).

## Enkele werken
- 1947 illustraties voor Hepp weiss Bescheid. Ein Buch von Tieren und Pflanzen van Mie Wingert-Rodenbour.[7]

## Prijzen
- 1964 Prix Grand-Duc Adolphe
- 1956 Prix Potter
- 1956 Premier prix de dessin avec grande distinction en de gouden medaille van de stad Brussel

## Werk in openbare collecties
- Musée National d'Histoire et d'Art

- Musée national d'archéologie, d'histoire et d'art: lkl000577